# Sutton upon Derwent
Sutton upon Derwent è un villaggio e parrocchia civile dell'Inghilterra, appartenente alla contea di East Riding of Yorkshire.